# بيشة دراز (مقاطعة دهلران)
بيشة دراز (بالفارسية: بیشه دراز) هي قرية تقع في قسم اناران الريفي (مقاطعة دهلران) في إيران. يقدر عدد سكانها بـ 230 نسمة بحسب إحصاء 2016.